# Luis Demetrio
Luis Demetrio Traconis Molina, más conocido como Luis Demetrio (Mérida, Yucatán, 21 de abril de 1931 - Cuernavaca, 17 de diciembre del 2007), fue un compositor mexicano de música popular, autor de temas tan conocidos como "¿Quien será?" “La Puerta”, Bravo, Voy, La maleta, Si Dios me quita la vida, Felicidad y Copa de vino,.

## Biografía
Nació el 21 de abril de 1931 en la ciudad de Mérida, Yucatán, siendo hijo de don Juan B. Traconis -mexicano de ascendencia griega- y doña Ofelia Molina. Falleció el 17 de diciembre de 2007 en la ciudad de Cuernavaca, Morelos. Era conocido como el compositor romántico de México.
Luis Demetrio empezó a componer a los 12 años, siendo su primera composición Felicidad la cual dedicó a su madre
Luis Demetrio alcanzó fama internacional con temas como: Calendario, La puerta, Si Dios me quita la vida, Felicidad, Copa de vino, Yo no sé que siento aquí y Eres todo para mí, entre otras muchas joyas musicales.
Sus canciones han sido interpretadas por Bambino, Celia Cruz, Rocío Dúrcal, Lola Flores, Connie Francis, Lucho Gatica, Olga Guillot, Virginia López, Moncho, Dámaso Pérez Prado, Naydelin Navarrete, Luis Miguel, Thalía, Cristian Castro,  Javier Solís, Pedro Vargas, Nacho Vegas, Tamara, entre otros muchos intérpretes. 
La canción «¿Quién será?», escrita por Luis Demetrio, pero vendidos los derechos a Pablo Beltrán Ruiz, tuvo una versión en inglés titulada Sway, con letra de Norman Gimbel, que alcanzó éxito internacional en la voz de Dean Martin. Otros que le interpretaron en este idioma fueron The Barry Sisters, Rosemary Clooney, Julie London y Roy Hargrove.
En 1991 Luis Miguel consiguió un hit número 1 con su interpretación de La puerta y Alejandro Fernández haría su versión de Si Dios me quita la vida en 2004. 
Las composiciones de Luis Demetrio volverían a estar en el gusto del público internacional cuando el crooner canadiense Michael Bublé grabase Sway, como parte de su álbum debut homónimo Michael Bublé, lanzado en 2003. Sway fue elegido como tercer sencillo del álbum y fue lanzado en Australia el 22 de junio de 2004. La versión de Bublé de la canción ha aparecido en programas de televisión y películas como Las Vegas, CSI: NY, Malcolm en el medio, La fecha de la boda y Sin reservas. El vídeo musical de la canción fue dirigido por Peter Kasden, quien también filmó un vídeo musical para el lado B del sencillo, Moondance, que fue lanzado exclusivamente a canales de música australianos para promover el lanzamiento del sencillo. El vídeo presenta escenas de Bublé interpretando la canción en el estudio, con escenas de Bublé conduciendo un automóvil por el interior de Australia. El lanzamiento por separado, dos vídeos musicales y una fuerte cobertura radial permitieron que Sway alcanzara el puesto # 15 en el ARIA Singles Chart, convirtiéndose en el sencillo más exitoso de Bublé hasta esa fecha.
Esta misma canción sería lanzada como sencillo en 2004 por la agrupación musical Pussycat Dolls siendo incluida en la banda sonora de la película ¿Bailamos?
Como los temas históricos le apasionaban, Luis Demetrio realizó el proyecto Historia de México cantada para promover un mejor conocimiento de la historia mexicana a través de la música, animado por el escritor Salvador Novo, quien le ofreció colaboración.
Durante su última gira por Colombia con presentaciones en las ciudades de Bogotá y Medellín, conoció al cantante de género romántico Carlos Duque, a quien entregó los temas Malvada y Me siento un Jesucristo temas de la discográfica Discomoda Colombia.
Años más tarde Alfonso Martínez, La voz criolla de Morelos, grabó el bolero Malvada entre otros temas, como homenaje al compositor yucateco.